# 數獨
數獨（日语：／ Sūdoku */?）是一種數學邏輯遊戲，遊戲由9×9個格子組成，玩家需要根據格子提供的數字推理出其他格子的數字。遊戲設計者會提供最少17個數字使得解答謎題只有一個答案。
這種遊戲只需要邏輯思維能力，與數字運算無關，所以數學不好的人也很適合。雖然玩法簡單，但提供的數字卻千變萬化，所以不少教育者認為數獨是鍛鍊腦筋的好方法。
數獨遊戲由美国自由拼图发明者Howard Garns于1979年发明，日本出版商Nikoli於1986年發展，意思為「獨身最適數字」。
历经多年，數獨遊戲现已發揚到全世界。

## 規則
遊戲一般由9個3×3個的九宫格組成。
每一直行和每一橫列的數字均須包含 1～9，不能缺少，也不能重複。
每一宮(粗黑線圍起來的區域，通常是 3x3 的九宮格)的數字均須包含 1～9，不能缺少，也不能重複。
完成需同時滿足這三個條件。

## 歷史

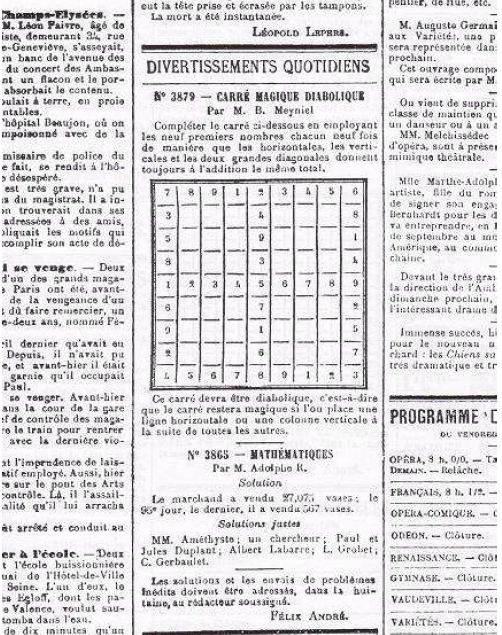
19世纪的Carré magique diabolique

追溯数独的起源，早在四千多年前中国古代就可以看到它的影子。河图与洛书是中国古代流传下来的两幅神秘图案，历来被认为是河洛文化的滥觞、中华文明的源头，被誉为“宇宙魔方”。洛书上的图案为从1到9九个数字，并且纵向、横向、斜向，三条线上的三个数字其和皆等于15。洛书中的45个黑白圆点，分别组合，摆成方形。南、西、东、北各为1、3、7、9个点；四角各为2、4、6、8个点；中间则为5个点。北周时，易学家把它和八卦、中央之宫联系起来，称作九宫。当时的数学书中便出现了用数代替圈点数的九宫图：“二四为肩，六八为足，左三右七，戴九履一，五居中央。”到宋朝时，出现了“重排九宫”游戏。这就是格子数字游戏的起源。 
1612年，法国数学家Claude-Gaspard Bachet de Méziriac提出即三阶的方法。
18世纪，瑞士数学家莱昂哈德·欧拉提出即n阶的方法。1892年和1895年，两个法国的日报发表《Carré magique diabolique》，就是即九阶世纪，數獨一样的。相傳數獨源起於拉丁方陣（Latin Square）。
1979年美国印第安纳州Connersville的自由拼图发明者Howard Garns发明了现代数独游戏，当时它出现在Dell Pencil Puzzles和Word Games杂志上。这个拼图被称为"Number Place"，因为它涉及将个别数字放在9 x 9网格上的空白点。
该游戏後流傳至日本並發揚光大，以數學拼图遊戲發表。在1984年株式会社ニコリ發行的智力遊戲雜誌並把它命名為「數獨」，意思是「在每一格只有一個數字」。後來一位前任香港高等法院的新西兰籍法官高樂德在1997年3月到日本東京旅遊時，無意中發現了。他首先在英國的《泰晤士報》上發表，不久其他報紙也發表，很快便風靡全英國，之後他用了6年時間編寫了電腦程式，並將它放在網站上，使這個遊戲很快在全世界流行。臺灣於2005年5月由《中國時報》首度引進, 且每日連載, 亦造成很大的迴響。台灣數獨發展協會（Taiwan Sudoku Association，簡稱TSA）亦為世界解謎聯盟會員。香港則是由《am730》於2005年7月30日創刊時引入數獨。中国大陆是在2007年2月28日正式引入数独。北京晚报智力休闲数独俱乐部（数独联盟前身）在新闻大厦举行加入世界谜题联合会的颁证仪式，成为世界谜题联合会的39个成员之一。後來更因數獨的流行衍生了許多類似的數學智力拼圖遊戲，例如：數和、殺手數獨。
2010年代，隨著電腦和智能手機的興起，數獨在個人電腦，網站和手機上也很受歡迎。

## 變體

### 迷你數獨
迷你數獨較傳統數獨為小，棋盤有36格（正方形，6格x6格），內有3x2大小的大格。此變體的規則與傳統數獨一樣，但因格數較少而較容易得到答案，所以較適合少年玩家和初學者。 
迷你数独还有一个更小的版本，棋盘有16格（正方形，4格x4格）内有2x2大小的大格。此变体的规则与传统数独一样，但因格数过少而极度容易得到答案，所以适合小孩使用

### 殺手數獨
殺手數獨結合了數獨和數和的元素。

### 拼圖數獨
拼圖數獨是由 9×9 的方格陣組成，但內裏不是由9個 3×3 的九宮格組成，是由一些不規則的線段劃分。

### 巨無霸數獨
巨無霸數獨是由 16×16 的方格陣組成，內裏是由16個 4(直)×4(橫) 的九宮格組成。玩法不變。

### 環狀數獨
環狀數獨的外觀是一個圓，分成五個環，一環分成十分。需填上0~9十個數目字，一環裡不能重複，同一列的不能重複。
數獨之穴
數獨之穴的意思是在數獨非同行（列）的斜對兩個九宮里，每個九宮里均存在兩兩同行（列）的成對的數字，共有三組的话，兩兩同行（列）的一對數字被稱為情侶數字，同行（列）三個數字裡除去一對情侶數字後剩下的數字，被稱為數獨之穴。

## 連載報刊

### 英國
- 《泰晤士報》
- 《每日郵報》
- 《每日電訊報》
- 《獨立報》
- 《衛報》
- 《太陽報》
- 《每日鏡報》

### 美國
- 《紐約郵報》
- 《讀者文摘》

### 台灣
- 《蘋果日報》（2021年5月18日起停刊）
- 《自由時報》
- 《中國時報》
- 《大紀元時報》

### 香港
- 《蘋果日報》
- 《頭條日報》
- 《AM730》
- 《The Standard》
- 《SCMP》

### 中国大陆
- 《中国日报》
- 《信息时报》
- 《北京晚报》
- 《南方都市报》
- 《意林》
- 《城市画报》

### 新加坡
- 《我报》

### 瑞典
- 《DAGENS TEKNIK》

## 參看
- 算獨
- 順獨
- 數和
- 數迴
- 数织
- 數獨術語
- 玩数独
- 數獨的數學（英语：Mathematics_of_Sudoku）

## 腳註
1. ↑  Brian Hayes.  94. American Scientist. 2006: 12–15. |issue=被忽略 (帮助)
2. ↑  So you thought Sudoku came from the Land of the Rising Sun ... （页面存档备份，存于） The puzzle gripping the nation actually began at a small New York magazine by David Smith The Observer, Sunday May 15, 2005 Accessed June 13, 2008
3. ↑  .   [2021-11-11]. （原始内容存档于2021-11-11）.
4. ↑  （法文） Problème VI，Claude-Gaspard Bachet de Méziriac,《Problèmes plaisants et délectables》
5. ↑  .   [2021-11-11]. （原始内容存档于2021-11-11）.
6. ↑  梁海聲. . 亚马逊. 2024-06-06. （原始内容存档于使用|archiveurl=需要含有|archivedate= (帮助)） （中文）.